# Daniel Martins Guimarães
Daniel Guimarães (Timóteo, Brasil, 18 de abril de 1987-4 de octubre de 2024) fue un futbolista brasileño. Jugaba de portero y su último equipo fue el C. D. Nacional de la Primera División de Portugal.

## Carrera profesional
Guimarães debutó con el America  Mineiro ganando 1-0 en el Campeonato Brasileño de la Serie C sobre Mixto el 27 de junio de 2009. Pasó la mayor parte de sus inicios de su carrera en Brasil, antes de ser transferido a Clube Desportivo Nacional conocido como Club Nacional de Madeira, en 2017 equipo de la Primera División de Portugal.

## Clubes
| Club               | País     | Año       |
| ------------------ | -------- | --------- |
| América Mineiro    | Brasil   | 2006-2009 |
| Mogi Mirim E. C.   | Brasil   | 2010-2013 |
| A. A. Ponte Preta  | Brasil   | 2013-2014 |
| Mogi Mirim E. C.   | Brasil   | 2015-2016 |
| América F. C. (RN) | Brasil   | 2016      |
| Red Bull Brasil    | Brasil   | 2017      |
| C. D. Nacional     | Portugal | 2017      |

## Palmarés

### Campeonatos nacionales
| Título                       | Club            | País     | Año     |
| ---------------------------- | --------------- | -------- | ------- |
| Serie C                      | América Mineiro | Brasil   | 2009    |
| Segunda División de Portugal | C. D. Nacional  | Portugal | 2017-18 |

## Muerte
Guimarães se vio forzado a retirarse del fútbol en 2022 por problemas de salud. Murió de cáncer en Minas Gerais el 4 de octubre de 2024 a los 37 años.